# Cañaveral
Ne doit pas être confondu avec Cap Canaveral.
Cañaveral est une commune de la province de Cáceres dans la communauté autonome d'Estrémadure en Espagne.